# ОШ „Огњен Прица” Колут
ОШ „Огњен Прица” једна је од основних школа у Сомбору. Налази се у улици Марка Орешковића 1 у Колуту. Названа је по Огњену Прици, професору математике и народном хероју из Другог светског рата.

## Историјат
Основна школа „Огњен Прица” је основана 22. августа 1950. решењем Повереништва за просвету Главног извршног одбора Народне Скупштине АП Војводине број 9994 као осмолетка са неколико стотина ђака различитих узраста у истим одељењима. Настава се одвијала у згради на адреси Марка Орешковића 36, у згради преко пута данашње школе, обе се налазе у центру села. Стара зграда школе је саграђена 1895. године, а рад у новој школи се одвија од школске 1991—1992. године чија је градња тада и завршена. У старом делу зграде се користи само спортски терен. Од кабинета школа садржи један за наставу биологије, хемије и физике, као и учионицу за техничко образовање. Располаже са пет наставних просторија и информатичком учионицом. Садржи и школску библиотеку са око хиљаду књига, заједно са наставничком библиотеком. Данас броји седамдесет и шест ученика. Настава се одржава на српском језику, а од страних се уче руски и енглески језик. Настава се овија у првој смени, а ваннаставне активности послеподне. Ученицима су на располагању разне врсте секција, неке од њих су ликовна, драмска, еколошка, хор и стони-тенис.